# Anomalopteryx didiformis
Il moa di boscaglia (Anomalopteryx didiformis) è una specie estinta di uccello.
Misurava circa un metro e mezzo d'altezza e pesava una trentina di kg; colonizzava la maggior parte dell'Isola del Nord e piccole parti dell'Isola del Sud settentrionale, in Nuova Zelanda.
Nel 1980 fu trovato uno scheletro di questo animale parzialmente articolato, con molti tessuti molli conservati grazie ad un processo di mummificazione naturale.